# 송가도
송가도(松家島)는 석모도 북쪽에 있었던 섬으로, 현재의 강화군 삼산면 상리, 하리 지역이다. 금음북도(今音北島)라고도 하였다.
조선 숙종 때에 간척사업으로 매음도와 함께 석모도의 일부가 되었다.

## 같이 보기
- 석모도
- 매음도
- 어유정도